# Mesocyclops augusti
Mesocyclops augusti – gatunek widłonoga z rodziny Cyclopidae. Opisali go w 2013 roku zoolodzy Rey Donne S. Papa (Filipiny) oraz Maria K. Hołyńska (Polska). Miejsce typowe to jezioro Siloton na filipińskiej wyspie Mindanao (współrzędne 6°13,55′N 124°43,85′E/6,225833 124,730833).